# Daochos I.
Daochos I. (altgriechisch Δάοχος), Sohn des Agias, war ein oberster Feldherr (tagos) des thessalischen Bundes im 5. Jahrhundert v. Chr.

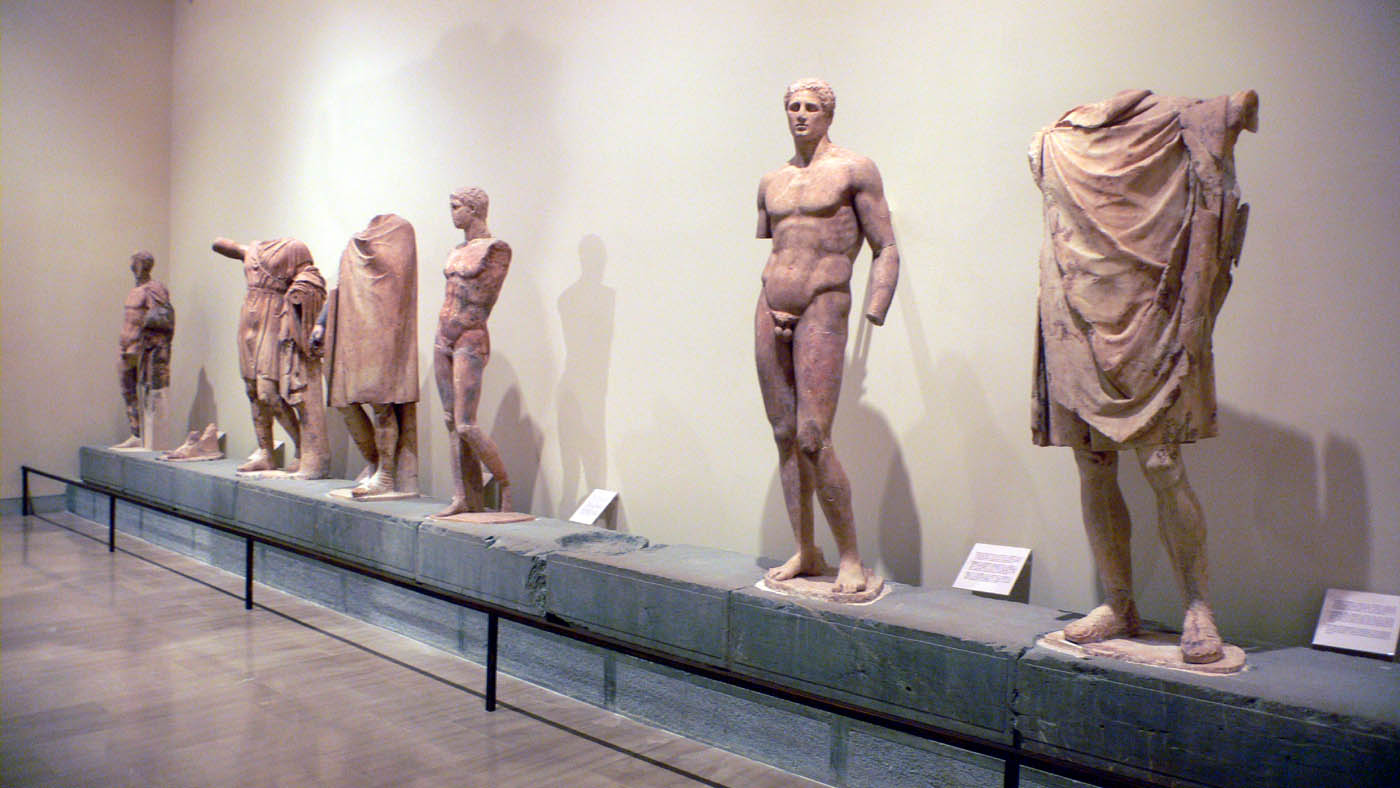
Das Daochos-Weihegeschenk von Delphi. Die Statue des Daochos I. ist die vierte von links. Archäologisches Museum Delphi.

Daochos ist einzig durch die Inschrift zu seiner Statue bekannt, die von seinem Enkel Daochos II. für das Heiligtum von Delphi gestiftet worden war. Demnach stammte er aus Pharsalos als Angehöriger einer aristokratischen Familie und hatte das Amt des tagos für 27 Jahre inne, das er dem thessalischen nomos gemäß und weniger mittels autokratischer Willkür geführt habe. Er amtierte wohl von 431 bis 404 v. Chr. und die Tatsache, dass er trotz einer recht langen Amtszeit in keinem der erzählenden Geschichtswerke noch in einer anderen Inschrift erwähnt wird, lässt auf eine eher ereignis- und wohl auch bedeutungslose Amtszeit hindeuten. Zusammen mit Echekratides II. von Pharsalos, mit dem er nicht verwandt war, ist Daochos überhaupt der einzig namentlich bekannte tagos aus dem 5. vorchristlichen Jahrhundert.
Bekannt ist Daochos I. vor allem durch das marmorne Statuenensemble seiner Familie in Delphi, das von seinem Enkel Daochos II. um das Jahr 330 v. Chr. als Weihegeschenk gestiftet wurde. Bemerkenswert an der kopflosen Statue des Daochos I. ist ihre Gewandung in einer makedonischen Chlamys, was eher einen Rückschluss auf die promakedonische Haltung des Daochos II. im 4. Jahrhundert v. Chr. als auf Daochos I. selbst zulässt.